# Les envahisseurs attaquent
Série Showa
La Revanche de King Kong
(1967) Godzilla's Revenge
(1969)
Pour plus de détails, voir Fiche technique et Distribution.
Les envahisseurs attaquent (怪獣総進撃, Kaijū sōshingeki) est un film japonais du réalisateur Ishirō Honda sorti en 1968.

## Synopsis
Sur l'île d'Ogasawara, les aliens Kilaaks délivrent les monstres géants et les aliens se servent de ces créatures pour attaquer les humains. L'humanité doit réagir pour mettre fin au chaos, provoqué par les kaijus, dont Godzilla.

## Fiche technique
- Titre : Les envahisseurs attaquent
- Titre original : 怪獣総進撃 (Kaijū sōshingeki)
- Titre anglais : Destroy All Monsters
- Réalisation : Ishirō Honda
- Scénario : Ishirō Honda et Takeshi Kimura
- Photo : Taiichi Kankura
- Musique : Akira Ifukube
- Production : Tomoyuki Tanaka
- Sociétés de distribution : Tōhō (Japon) ; American International Pictures (USA) ; films Marbeuf (France) ; Universal (réédition)
- Pays d'origine : Japon
- Langue : japonais
- Format : Couleur
- Genre : Science-fiction et action
- Durée : 89 minutes
- Dates de sortie : 
  -  Japon : 1er août 1968
  -  France : 1er octobre 1970
- Affiche : Constantin Belinsky (France)

## Distribution
- Akira Kubo
- Jun Tazaki
- Yukiko Kobayashi
- Yoshio Tsuchiya
- Kyōko Ai

## Autour du film
- C'est le dernier Godzilla pour lequel les quatre « pères » (Ishirō Honda, Akira Ifukube, Eiji Tsuburaya, Tomoyuki Tanaka) sont réunis.